# A palé
«A palé» es una canción de la cantante española Rosalía. El tema fue lanzado como sencillo el 7 de noviembre de 2019 a través de Sony Music.

## Antecedentes
Rosalía publicó una vista previa del vídeo el 6 de noviembre de 2019 en sus redes sociales con el título A Palé mañanaaaaaa. Un comunicado de prensa explicó el título de la canción, diciendo que "toma su nombre de las paletas de envío de madera casi omnipresentes por las que Rosalía estuvo rodeada durante años creciendo en un área fuera de Barcelona dominada por la industria de camiones, pero el espíritu de la canción se centra en 'hacerlo en grande': nuestra capacidad de ser fuertes y cargar mucho peso". La canción y el vídeo son una referencia al área donde creció Rosalía.

## Recepción crítica
Suzette Fernandez de Billboard señaló la diferencia del sonido comparado a los temas anteriores de Rosalía, diciendo que ella "fusiona su flamenco con ritmos globales contemporáneos, apartandose del beat del reggaeton de algunos de sus otros lanzamientos recientes". Tom Breihan de Stereogum vio la canción como el regreso de Rosalía a ser "otra vez extraña" y describió el aspecto de la cantante como "haciendo gruñidos fuertes sobre un beat ondulante que te hace mover la cabeza". Jordania Darville de Fader concluyó que "la canción está compuesta de samples, palmadas y sonidos de bombos que fácilmente la hacen un temazo".

## Video musical
El video musical se publicó el 7 de noviembre de 2019 junto con la canción y estuvo dirigido por Jora Frantzis. El vídeo tiene lugar en un parque industrial con la cantante sentada en un contenedor de envío oscuro. Entonces, se la ve saltando varios contenedores antes de deslizarse abajo en un transportador. Rosalía lleva un unicejo en el video, el cual los críticos compararon a la pintora Frida Kahlo.

## Personal
Los créditos se adaptaron de Tidal.
- Rosalía Vila – vocals, songwriting, producción
- Pablo Díaz-Reixa – songwriting, producción, graves, tambor, percusión, programación, grabando ingeniería
- Frank Duques – producción, percusión, programación
- James Blake – de fondo vocals
- DJ Riggins – Ingeniería de ayudante
- Jacob Richards - ingeniería de ayudante
- Mike Seaberg – ingeniería de ayudante
- Chris Atenas – ingeniería maestra
- Jaycen Joshua – mezclando ingeniería